# Johann Janßen (Politiker)
Johann Janßen (* 22. Dezember 1895 in Schortens; † 18. September 1983 in Wilhelmshaven) war ein deutscher Politiker (SPD). Er war von 1961 bis 1972 Oberbürgermeister in Wilhelmshaven.

## Leben und Wirken
Janßen erlernte nach dem Schulbesuch das Sattler- und Tapezierhandwerk. Er war Soldat im Ersten Weltkrieg und wurde nach dem Krieg Mitglied des Rüstringer Stadtrates als Abgeordneter der SPD. 1910 trat er in die sozialistische Arbeiterjugend ein. Ab 1939 war er dienstverpflichtet auf der Marinewerft, wo er nach 1945 Vorsitzender des Betriebsrates wurde.
Am 19. Juli 1945 kam Janßen in den von der örtlichen Militärregierung berufenen Vertrauensausschuss, die erste Gemeindevertretung nach dem Kriege und wurde am 13. Oktober 1946 in den ersten Stadtrat von Wilhelmshaven gewählt, dem er bis 1972 ununterbrochen angehörte. In der ersten Sitzung des Stadtrates wurde Janßen zum Bürgermeister gewählt. Dieses Amt hatte Janßen von 1946 bis 1952 und von 1956 bis 1961 inne. Von 1961 bis 1972 war er Oberbürgermeister von Wilhelmshaven. Besonderes Interesse widmete er dem Wiederaufbau der Schulen. Von 1950 bis 1961 war Janßen Vorsitzender des DGB-Kreisausschusses Wilhelmshaven-Friesland.

## Auszeichnungen
Er wurde 1965 mit dem Großen Verdienstkreuz des Niedersächsischen Verdienstordens, anlässlich seines 75. Geburtstages 1970 mit dem Großen Verdienstkreuz des Verdienstordens der Bundesrepublik Deutschland ausgezeichnet und erhielt am 5. Juli 1972 die Ehrenbürgerschaft der Stadt Wilhelmshaven.